# 東伏見宮依仁親王
東伏見宮 依仁親王（ひがしふしみのみや よりひとしんのう、1867年10月16日〈慶応3年9月19日〉 - 1922年〈大正11年〉6月27日）は、日本の皇族、海軍軍人。伏見宮邦家親王第17王子。官位は元帥海軍大将・大勲位・功三級。妃は土佐藩主山内豊信三女の八重子、次いで岩倉具定公爵長女周子（かねこ）。

## 生涯
初め名を定麿王という。1868年（慶応4年）2月、円満院門跡の相続が内定する。ただし、明治維新により、実現しなかった。1869年（明治2年）2月、兄宮・山階宮晃親王の養子となる。1877年3月、海軍兵学校に予科生として入学する。1884年4月、海軍兵学校を中退し、イギリス留学のために出発する。1885年12月に小松宮彰仁親王の養子となり、1886年5月に親王宣下を受け、明治天皇猶子となり名を依仁と改める。1887年（明治20年）7月、イギリスからフランスに移り、ブレスト海軍兵学校に入学する。1890年7月にブレスト海軍兵学校を卒業し、8月に海軍少尉に任官する。1892年2月、帰国する。以後は海軍軍人として生涯を歩む。1903年（明治36年）1月、小松宮彰仁親王の願い出により、新たに東伏見宮を創設した。彰仁親王とは生前折り合いが悪かったようである。日露戦争では巡洋艦「千歳」副長、同「千代田」艦長として参戦した。1911年の英国ジョージ5世の戴冠式に東郷平八郎、乃木希典を随員として参列したほか、大日本水産会総裁、日仏協会名誉総裁などを歴任する。横須賀鎮守府司令長官、第二艦隊司令長官を歴任し、1918年（大正7年）7月、海軍大将に進む。1922年（大正11年）、56歳で薨去。薨去に際し大勲位菊花章頸飾と元帥の称号を賜った。親王には継嗣が無く、東伏見宮は一代で廃絶となった。なお、晩年の依仁親王は久邇宮邦彦王の三男邦英王を養子のようにしており、東伏見宮家の祭祀を継がせた。

## 年表

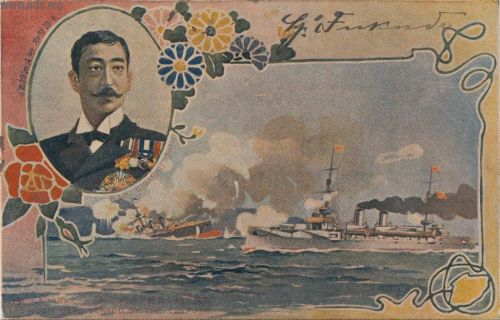
「千歳」副長としての記念はがき（1905年）

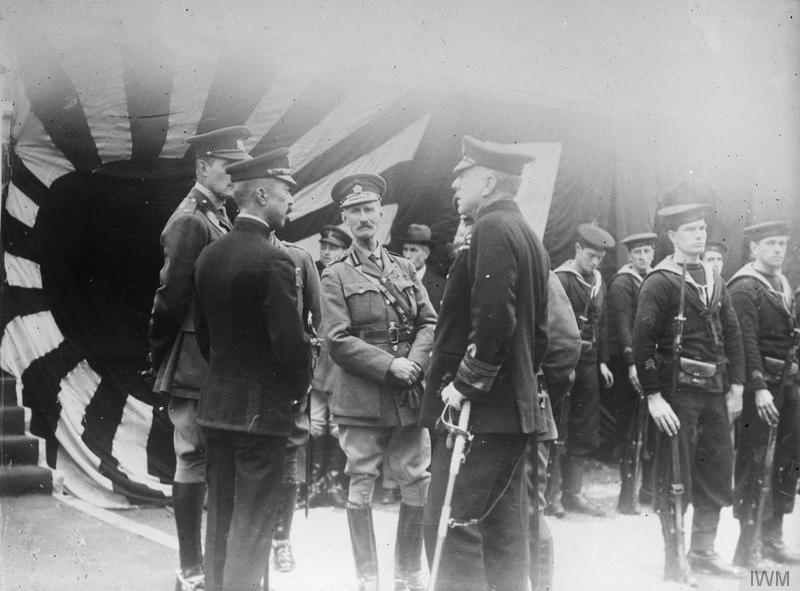
1918年10月28日、訪英時にイギリス海軍を視察中の東伏見宮依仁親王（左）

| 1867年（慶応3年）旧暦9月19日 | 誕生                                                |
| 1869年（明治2年）旧暦2月24日 | 山階宮晃親王養子                                    |
| 1877年（明治10年）3月1日     | 海軍兵学校入校（予科生扱い）                        |
| 1884年（明治17年）4月27日    | イギリス留学                                        |
| 1885年（明治18年）12月2日    | 小松宮彰仁親王養子                                  |
| 1886年（明治19年）5月1日     | 明治天皇猶子として親王宣下、依仁と改名              |
| 1887年（明治20年）7月        | フランス・ブレスト海軍兵学校入校                    |
| 1889年（明治22年）7月15日    | 大勲位菊花大綬章                                    |
| 1890年（明治23年）2月        | 貴族院議員（名目上の「皇族議員」、登院の実績は皆無) |
| 1890年（明治23年）7月26日    | フランス・ブレスト海軍兵学校卒業                    |
| 1890年（明治23年）8月14日    | 海軍少尉、フランス留学                              |
| 1891年（明治24年）10月7日    | 命帰朝                                              |
| 1892年（明治25年）3月27日    | 「高千穂」分隊士                                    |
| 1892年（明治25年）7月7日     | 山内八重子と成婚                                    |
| 1892年（明治25年）9月28日    | 「浪速」分隊士                                      |
| 1893年（明治26年）6月22日    | 欧米派遣                                            |
| 1894年（明治27年）8月3日     | 命帰朝                                              |
| 1894年（明治27年）10月5日    | 「浪速」分隊長心得                                  |
| 1894年（明治27年）12月9日    | 海軍大尉、「浪速」分隊長                            |
| 1895年（明治28年）7月29日    | 横須賀水雷隊敷設部分隊長                            |
| 1895年（明治28年）11月27日   | 「千代田」分隊長                                    |
| 1896年（明治29年）4月30日    | 八重子妃と離婚                                      |
| 1897年（明治30年）4月30日    | 軍令部諜報課員                                      |
| 1898年（明治31年）2月10日    | 岩倉周子と成婚                                      |
| 1898年（明治31年）4月19日    | 「松島」分隊長                                      |
| 1898年（明治31年）9月1日     | 「高砂」分隊長                                      |
| 1899年（明治32年）9月29日    | 海軍少佐、「八島」分隊長                            |
| 1901年（明治34年）1月22日    | 「吾妻」分隊長                                      |
| 1901年（明治34年）12月12日   | 「扶桑」副長                                        |
| 1902年（明治35年）5月23日    | 海軍大学校臨時講習員                                |
| 1903年（明治36年）1月31日    | 東伏見宮創設                                        |
| 1903年（明治36年）9月26日    | 海軍中佐、海軍大学校選科学生                        |
| 1903年（明治36年）12月18日   | 「千歳」副長                                        |
| 1905年（明治38年）1月12日    | 海軍大佐、「千代田」艦長                            |
| 1905年（明治38年）12月20日   | 「高千穂」艦長                                      |
| 1906年（明治39年）4月1日     | 功三級金鵄勲章                                      |
| 1906年（明治39年）4月7日     | 「春日」艦長                                        |
| 1906年（明治39年）12月24日   | 軍令部出仕                                          |
| 1909年（明治42年）12月1日    | 海軍少将                                            |
| 1911年（明治44年）12月1日    | 横須賀予備艦隊司令官                                |
| 1913年（大正2年）4月1日      | 横須賀鎮守府艦隊司令官                              |
| 1913年（大正2年）6月23日     | 議定官                                              |
| 1913年（大正2年）8月         | 帝国水難救済会総裁                                  |
| 1913年（大正2年）8月31日     | 海軍中将、海軍将官会議議員、軍令部出仕              |
| 1916年（大正5年）12月1日     | 横須賀鎮守府司令長官、海軍将官会議議員              |
| 1917年（大正6年）12月1日     | 第二艦隊司令長官                                    |
| 1918年（大正7年）6月13日     | 海軍将官会議議員                                    |
| 1918年（大正7年）7月2日      | 海軍大将、軍事参議官                                |
| 1918年（大正7年）9月26日     | イギリス差遣                                        |
| 1919年（大正8年）1月7日      | 帰朝                                                |
| 1919年（大正8年）10月26日    | 邦英王を東伏見宮邸に迎える                          |
| 1922年（大正11年）6月27日    | 薨去、贈元帥、贈大勲位菊花章頚飾                    |

## 栄典・授章・授賞
階級
- 1922年（大正11年）6月27日 - 元帥[3]

勲章等
| 受章年                     | 略綬 | 勲章名                       | 備考 |
| -------------------------- | ---- | ---------------------------- | ---- |
| 1895年（明治28年）11月20日 |      | 功五級金鵄勲章               |      |
| 1906年（明治39年）4月1日   |      | 功三級金鵄勲章               |      |
| 1906年（明治39年）4月1日   |      | 明治三十七八年従軍記章       |      |
| 1915年（大正4年）11月7日   |      | 金杯一組                     |      |
| 1915年（大正4年）11月7日   |      | 大正三四年従軍記章           |      |
| 1920年（大正9年）11月1日   |      | 金杯一組                     |      |
| 1920年（大正9年）11月1日   |      | 大正三年乃至九年戦役従軍記章 |      |
| 1922年（大正11年）6月27日  |      | 菊花章頸飾                   |      |

## ハワイ王国のカイウラニ王女との縁談
1885年（明治18年）、日本にはハワイ王国のカラカウア国王が来日した。日本の歴史上、外国の国家元首の来日はこれが初であった。カラカウア国王は、赤坂離宮で明治天皇と会談した際に幾つかの提案をした。その一つが姪のカイウラニ王女（当時5歳）と依仁親王（当時13歳で山階宮定麿王と呼ばれていた）との縁談だった。しかし、国力増強に努めている明治新政府にはそこまでの余力はなく、ハワイ王国の欧米化が進んでいた中での縁談はアメリカと敵対しかねないため断った。

## 血縁

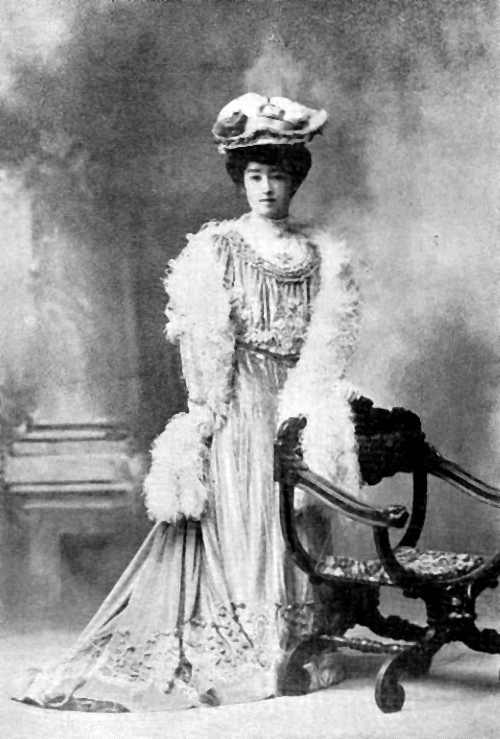
依仁親王妃周子

- 父母：伏見宮邦家親王 - 妃鷹司景子 - （実母）女房伊丹吉子

- 兄弟：晃親王 - 嘉言親王 - 譲仁親王 - 朝彦親王 - 男子 - 貞教親王 - 男子 - 彰仁親王 - 能久親王 - 男子 - 男子 - 博経親王 - 智成親王 - 貞愛親王 - 清棲家教 - 載仁親王 - 依仁親王（女子省略）

- 妻：山内八重子（侯爵山内豊信の三女。のち離婚し秋元興朝継室）
- 後妻：岩倉周子（公爵岩倉具定の長女）

久邇宮邦彦王の第三王子邦英王は、1919年（大正8年）より東伏見宮邸で養育され、親王薨去の際は御沙汰によって葬儀の喪主を務めていた。事実上、邦英王は、養子に近い存在であったといえる。その後、東伏見宮の祭祀を受継ぎ、東伏見の家名を賜り臣籍降下し、伯爵東伏見邦英となる。邦英王は後に京都青蓮院門跡門主となり、東伏見慈洽と号した。